# Martin Klinckow
Martin Klinckow, geadelt als von Klinckowström (* 22. August 1650 in Stralsund; † 18. März 1717 in Engelswacht) war Regierungsrat in Schwedisch-Pommern.

## Leben
Martin Klinckow wurde 1670 Proviantmeister in Bremen und 1674 General-Proviantmeister-Leutnant in Schwedisch-Pommern. 1677 wurde er Rentmeister, 1681 Landrentmeister und gleichzeitig Fortifikationsschatzmeister. 1684 wurde er unter dem Namen von Klinkowström in den schwedischen Adelsstand erhoben. Bereits 1678 war sein älterer Bruder Johann († 1702) unter dem gleichen Namen nobilitiert worden, seine drei jüngeren Brüder folgten 1690. 1689 war er Oberkriegskommissar der Armee in Holstein. Im selben Jahr wurde er Etats-Kommissar und Oberlicentverwalter in Stettin. 1700 wurde er Generalkriegskommissar der schwedischen Armeen in Deutschland. Ab 1701 gehörte er als Schlosshauptmann und Regierungsrat der schwedischen Regierung in Stettin an.
Er starb auf seinem Gut Engelswacht und wurde in der Reinkenhagener Kirche begraben.

## Familie
Martin Klinckow war der dritte Sohn des gleichnamigen Stralsunder Ratsherrn Martin Klinckow (1613–1661) und dessen Frau Maria von Schewen († 1676), der Tochter des Stralsunder Ratskämmerers Johann von Schewen.
Er heiratete 1677 in erster Ehe Anna Elisabeth Vorberger († 1705). 1706 heiratete er Sophia Marderfelt († 1757).
Der ersten Ehe entstammten drei Töchter und acht Söhne, darunter:
- Karl Bernhard Klinckowström (1682–1704), Kammerpage Karls XII.
- Otto von Klinckowström (1683–1731), Gesandter am preußischen Hof
- Leonhard Klinckowström (1685–1759), Oberpostdirektor und Staatssekretär
- Friedrich Wilhelm von Klinckowström (1686–1750), General in hannoverschen Diensten
- Johann Moritz Klinckowström (1692–1768), General in schwedischen Diensten
- Gustav Thure Klinckowström (1693–1765), Kanzler von Schwedisch-Pommern

## Endnoten
1. ↑  Heinrich Berghaus: Die Familie Klinkow-Klinkowström. In: Landbuch des Herzogthums Pommern und des Fürstenthums Rügen. Teil IV, Bd. 2, W. Dietze, Anklam 1868, S. 1214 f. (Google bücher)

| Personendaten    | Personendaten                                    |
| ---------------- | ------------------------------------------------ |
| NAME             | Klinckow, Martin                                 |
| ALTERNATIVNAMEN  | Klinckowström, Martin; Klinckowström, Martin von |
| KURZBESCHREIBUNG | Regierungsrat in Schwedisch-Pommern              |
| GEBURTSDATUM     | 22. August 1650                                  |
| GEBURTSORT       | Stralsund                                        |
| STERBEDATUM      | 18. März 1717                                    |
| STERBEORT        | Engelswacht                                      |